# تفکیک‌پذیری (کروماتوگرافی)

نمونه ای از یک کروماتوگرام که سیگنال‌های خروجی را به عنوان تابعی از زمان ماند نشان می‌دهد.

در کروماتوگرافی، تفکیک‌پذیری معیاری برای جداسازی دو قله (پیک) با زمان ماند (t) متفاوت در یک کروماتوگرام است.

## تعریف
تفکیک پذیری یک قله کروماتوگرافی توسط رابطه زیر محاسبه می‌شود
{\displaystyle R_{s}=2{\cfrac {t_{R2}-t_{R1}}{w_{b1}+w_{b2}}}}
که در آن tR زمان ماند و wb پهنای قله در خط پایه است. در اینجا ترکیب ۱ قبل از ترکیب ۲ از روی ستون شسته می‌شود.
اگر قله‌ها دارای عرض یکسان باشند:
{\displaystyle R_{s}={\cfrac {t_{R2}-t_{R1}}{w_{b}}}} .

## تعداد مراحل

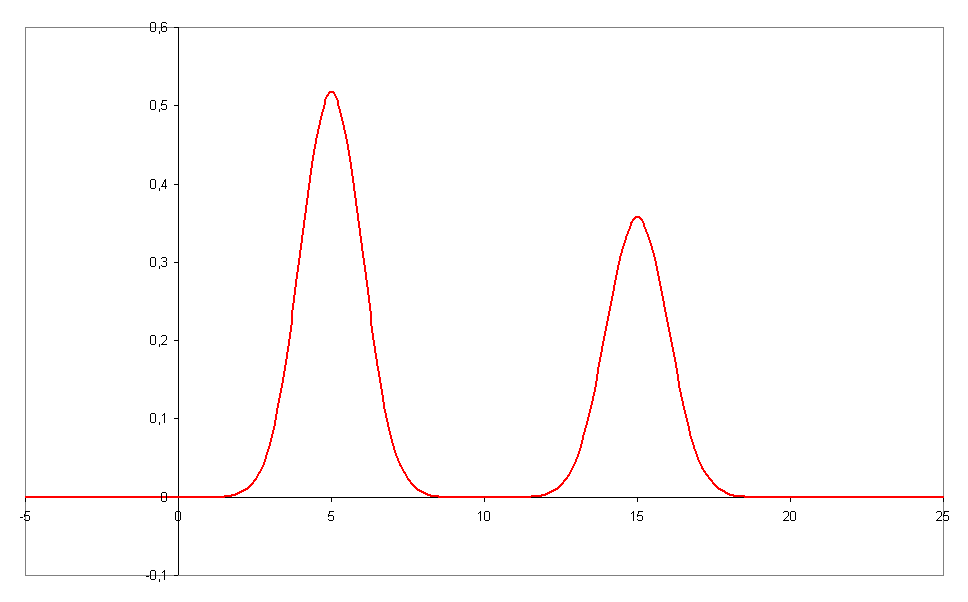
دو پیک متوالی در کروماتوگرام

ارتفاع سینی تئوری توسط رابطه زیر محاسبه می‌شود:
{\displaystyle H={\frac {L}{N}}}
که در آن L طول ستون کروماتوگرافی و N تعداد سینی‌های تئوری است. رابطه بین شماره صفحه و عرض پیک با استفاده از رابطه زیر محاسبه می‌شود:
{\displaystyle N=16\cdot \left({\frac {t_{R}}{W_{b}}}\right)^{2}\,} .

## همچنین ببینید
- وضوح تصویر